# سنغيلي
سنغيلي (بالروسية: Сенгилей) هي إحدى مدن روسيا في الكيان الفدرالي الروسي أوليانوفسك أوبلاست.